# Notomithrax minor
Notomithrax minor is een krabbensoort uit de familie van de Majidae. De wetenschappelijke naam van de soort is voor het eerst geldig gepubliceerd in 1885 door Filhol. De soort bedekt zich met wieren, sponzen en dergelijke om zich te camoufleren.